# Harriet Molligoda
Harriet Molligoda (* um 1940, geborene Harriet Senaratne) ist eine sri-lankische Badmintonspielerin. 

## Karriere
Harriet Molligoda gewann 1959 ihren ersten nationalen Titel in Sri Lanka, gefolgt von sieben weiteren Titeln bis 1972. Sie war insgesamt fünf Mal im Doppel, zweimal im Einzel und einmal im Mixed erfolgreich.

## Sportliche Erfolge
| Saison | Veranstaltung               | Disziplin   | Platz | Name                             |
| ------ | --------------------------- | ----------- | ----- | -------------------------------- |
| 1959   | Sri-lankische Meisterschaft | Dameneinzel | 1     | H. Senaratne                     |
| 1961   | Sri-lankische Meisterschaft | Damendoppel | 1     | H. Senaratne / G. de Silva       |
| 1961   | Sri-lankische Meisterschaft | Dameneinzel | 1     | H. Senaratne                     |
| 1962   | Sri-lankische Meisterschaft | Damendoppel | 1     | H. Senaratne / G. de Silva       |
| 1962   | Sri-lankische Meisterschaft | Dameneinzel | 1     | H. Senaratne                     |
| 1966   | Sri-lankische Meisterschaft | Mixed       | 1     | Gerry Chandrasena / H. Molligoda |
| 1970   | Sri-lankische Meisterschaft | Damendoppel | 1     | Lucky Alagoda / H. Molligoda     |
| 1972   | Sri-lankische Meisterschaft | Damendoppel | 1     | Lucky Alagoda / H. Molligoda     |